# Goma-2
A Goma-2 Eco é um tipo de explosivo fabricado para uso industrial principalmente na mineração. Baseada na  nitroglicerina, é de aspecto gelatinoso e seu uso é bastante extensivo na Espanha, sendo exportado para o exterior.
Foi amplamente utilizado pelo grupo terrorista basco ETA para montar suas operações desde os anos 1980 até 2001. 
É uma mistura de vários produtos químicos:
- Nitrato de amônio - 60—70%
- Nitroglicol - 26—34%
- Nitrocelulose - 0,5—2%
- Dibutilftalato - 1—3%
- combustíveis - 1 a 3%